# Kellenhusen (Ostsee)
Kellenhusen (Ostsee) est une commune allemande de l'arrondissement du Holstein-de-l'Est, dans le Land de Schleswig-Holstein.

## Géographie
Kellenhusen est une station balnéaire sur la mer Baltique, dans la péninsule de Wagrie, au nord-ouest de la baie de Lübeck.
La Bundesstraße 501 passe à l'ouest de son territoire entre Neustadt in Holstein et Fehmarn.

## Histoire
À l'origine village de pêcheurs, Kellenhusen devient une cité balnéaire après l'inondation de 1872 et l'élévation d'une digue qui permet la construction de nouvelles villas en toute sûreté.
Après que la vieille jetée a été endommagée par le mauvais temps, elle est remplacée par une nouvelle longue de 305 m en 2006 et inaugurée en juin 2007.

## Source, notes et références
- (de) Cet article est partiellement ou en totalité issu de l’article de Wikipédia en allemand intitulé « Kellenhusen (Ostsee) » (voir la liste des auteurs).